# Com si fos ahir
Com si fos ahir es una serie de sobremesa que se emite en la televisión autonómica catalana TV3. Su primer capítulo se estrenó el lunes 11 de septiembre de 2017 en horario de prime time (a las 22:35h). A partir del capítulo 2 se emite diariamente, de lunes a viernes, a las 15:50h.
La serie se diseñó con el objetivo de que fuese estrenada la temporada 2016/2017, pero debido a la mala situación económica por la que pasaba TV3, su fecha de estrenó se retrasó un año, obligando así a alargar una temporada más a la serie que sustituye: La Riera.

## Sinopsis
Variado.

## Reparto

### Temporada 1

#### Personajes principales
- Marc Cartes como Andreu.
- Elena Gadel como Noe
- Alicia González Laà como Eva.
- Eduard Farelo como Miquel.
- Àurea Màrquez como Gemma.
- Sílvia Bel como Marta.
- Montse Germán como Sílvia.
- Andrés Herrera como Jordi.
- Jordi Rico como Quim.

#### Personajes secundarios
- Roger Coma como Ivan.
- Ángela Cervantes como Anna.
- Enric Auquer como Eloi.
- Cristina Genebat como Helena.
- Olalla Moreno como Cati.
- Marc Martínez como Cesc.
- Biel Montoro como Manel.
- Manel Barceló como Vicenç.
- Miquel Gelabert como Armando.
- Marco H. Medina como Marc.
- Josep Julien como Marcos.
- Santi Ricart como Pep.
- Berta Castañé como Julia.
- Bernat Quintana como Valentí.
- María Rodríguez como Sandra.
- Gemma Brió como Ainhoa.
- Laia Alvarez como Candela.

## 7 Temporadas

### Temporada 1
- Inicio: 11 de septiembre de 2017
- Final:
- Episodios: